# How I Learned to Stop Giving a Shit and Love Mindless Self Indulgence
How I Learned to Stop Giving a Shit and Love Mindless Self Indulgence es el quinto álbum de estudio de Mindless Self Indulgence. El álbum fue financiado a través de una campaña de Kickstarter  que comenzó el 25 de octubre del 2012, que alcanzó su objetivo el 24 de diciembre del Mismo año.  Después de varios demos fueron lanzados a través de YouTube, el álbum comenzó su producción. La portada y lista de canciones fueron lanzadas para las personas que habían apoyado la campaña el 12 de marzo de 2013. Las descargas digitales de Kickstarter fueron puestos en libertad el 13 de marzo de 2013. El lanzamiento oficial del álbum tuvo lugar el 14 de mayo de 2013. El álbum fue lanzado a través de Metropolis Records con un bonus track llamado "The Logical Song". El nombre del disco es una referencia al Dr. Strangelove ("How I Learned to Stop Worrying and Love the Bomb") y un reflejo de la banda de "ser ellos mismos y amar el trabajo que ellos hacen ".

## Lista de canciones
| N.º | Título                                            | Escritor(es)                   | Duración |  |
| 1.  | «Witness»                                         | James Euringer, Chantal Claret | 3:17     |  |
| 2.  | «Fuck Machine»                                    | James Euringer                 | 3:24     |  |
| 3.  | «It Gets Worse»                                   | James Euringer                 | 2:56     |  |
| 4.  | «I Want to Be Black»                              | James Euringer                 | 2:10     |  |
| 5.  | «Hey Tomorrow Fuck You and Your Friend Yesterday» | James Euringer                 | 2:40     |  |
| 6.  | «You're No Fun Anymore Mark Trezona»              | James Euringer, Rhys Fulber    | 2:53     |  |
| 7.  | «Ala Mode»                                        | James Euringer                 | 2:32     |  |
| 8.  | «Casio»                                           | James Euringer                 | 2:14     |  |
| 9.  | «Anonymous»                                       | James Euringer                 | 2:03     |  |
| 10. | «Kill You All in a Hip Hop Rage»                  | James Euringer                 | 2:30     |  |
| 11. | «Stalkers (Slit My Wrists)»                       | James Euringer                 | 2:39     |  |
| 12. | «Jack You Up»                                     | James Euringer                 | 3:34     |  |
| 13. | «Ass Backwards»                                   | James Euringer                 | 2:47     |  |

| Kickstarter exclusive digital deluxe bonus tracks |                                     |          |  |
| N.º                                               | Título                              | Duración |  |
| 14.                                               | «Angel»                             | 2:14     |  |
| 15.                                               | «I Am Not Here to Make Any Friends» | 2:53     |  |
| 16.                                               | «Last Gay Song»                     | 2:18     |  |

| Kickstarter exclusive digipack CD bonus track |                    |          |  |
| N.º                                           | Título             | Duración |  |
| 14.                                           | «Sex for Homework» | 3:14     |  |

| Tour version CD bonus track |                           |          |  |
| N.º                         | Título                    | Duración |  |
| 14.                         | «Seven Minutes in Heaven» | 2:13     |  |

| Regular CD and iTunes bonus track |                    |          |  |
| N.º                               | Título             | Duración |  |
| 14.                               | «The Logical Song» | 4:01     |  |

## Créditos
Mindless Self Indulgence
- Jimmy Urine – voz
- Steve, Righ? – guitarra
- Lyn-Z – bajo
- Kitty – batería

Additional personnel
- Jimmy Urine – productor
- Chantal Claret – vocalista invitado en las canciones 5, 7, 8, 10, y 13
- Rhys Fulber – mezclador, producción adicional
- Rob Kleiner – producción vocal adicional en la pista 1
- Greg Reely – Grabador
- Jorden Haley – Diseño de portada
- Jennifer Dunn – diseño artístico
- Jeremy Saffer - Fotógrafo